# Susperatus tuberculatus
Susperatus tuberculatus is een haft uit de familie Caenidae. De wetenschappelijke naam van de soort is voor het eerst geldig gepubliceerd in 1986 door Soldán.
De soort komt voor in het Nearctisch gebied.